# 월터 먼데일
월터 프레더릭 "프리츠" 먼데일(영어: Walter Frederick "Fritz" Mondale, 1928년 1월 5일 ~ 2021년 4월 19일)은 미국의 정치인이였다. 1977년부터 1981년까지 제42대 부통령을 지냈고, 1984년 민주당 소속 대통령 후보로 나섰으나, 낙선하였다.

## 경력
월터 먼데일은 미네소타주 남부의 작은 도시인 실론에서 태어났다. 어릴 적부터 애칭으로 프리츠(Fritz)라는 이름도 널리 사용하여, 그는 프리츠 먼데일로도 알려져 있다. 세인트폴의 매캘러스터 칼리지에서 공부하다가 미네소타 대학교로 옮겨 정치학을 전공했다. 이때부터 미네소타 주의 민주당 자매정당인 미네소타 민주농민노동당에서 활동했으며, 당시 미니애폴리스 시장이던 휴버트 험프리와의 인연도 시작됐다. 1948년 휴버트 험프리의 상원의원 선거운동에 참여했다. 한국 전쟁 당시에는 켄터키주의 포트 녹스 부대에서 2년간 군복무를 했다. 군복무 후 미네소타 대학교 법과대학원을 졸업하고 변호사 자격을 얻었다.
그 후 민주농민노동당과 휴버트 험프리의 일을 계속 도왔으며, 능력을 인정받아 1960년 공석이던 미네소타주 검찰총장에 임명되어 1964년까지 재직했다. 1964년 휴버트 험프리가 부통령에 당선되자, 휴버트 험프리의 미네소타주 연방 상원의원 직의 승계자로 지명되어 미국 중앙 정치무대에 등장하였다. 1964년 보궐선거에서 당선되었고, 1972년 재선되었다. 상원에서 자유주의파에 속했고, 재무, 예산, 노동, 소비자운동 분야에서 활동했다.
1976년 민주당 대통령 후보로 선출된 지미 카터는 부통령 러닝메이트로 먼데일을 지명했다. 카터와 먼데일 조는 공화당의 제럴드 포드와 밥 돌 조를 제치고 승리했으며, 이로써 1977년 1월 먼데일은 제42대 부통령에 취임했다. 그는 종전까지 명목상의 직책에 불과했다는 평가를 받던 미국 부통령의 권한을 확대하고자 했다. 특히 카터의 외교정책에 적극적으로 관여하여 세계의 여러 나라를 방문하였다. 또한 대통령과 의회 및 행정부와의 모범적인 중재자 역할을 정립하는 업적을 남겼다.

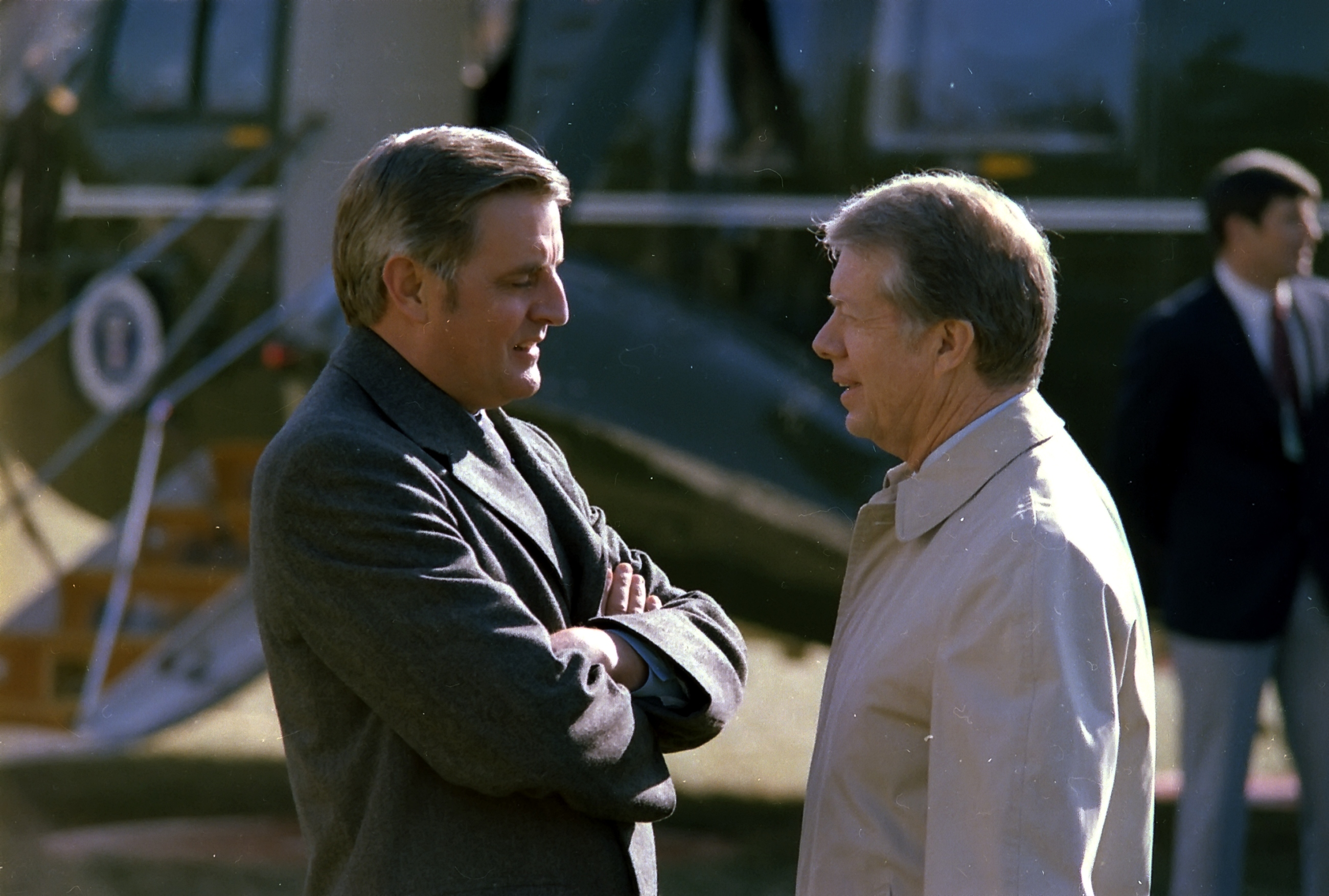
월터 먼데일(왼쪽)과 지미 카터

카터와 먼데일은 1980년 대통령 선거전에도 다시 민주당 후보로 선출되었으나, 공화당의 로널드 레이건과 조지 H. W. 부시 조에게 패했다. 이로써 먼데일은 4년 만에 부통령직에서 물러났다. 카터와 먼데일은 2021년 1월 현재 40년 넘게 계속 생존해 있어, 미국 역사상 퇴임 후 가장 오랜 기간 동안 동시에 생존해 있는 대통령과 부통령 조로 기록되어 있다.
부통령직에서 물러난 후 먼데일은 잠시 변호사 활동을 했으나, 정계에 복귀하였고, 1984년 대통령 선거의 유력한 후보로 떠올랐다. 다른 후보들을 큰 차이로 제치고 민주당 후보로 선출된 그는 부통령 러닝메이트로 미국 역사상 양대 정당으로는 처음으로 여성인 제럴딘 페라로를 선택했다. 여성이며, 지명도도 낮은 페라로를 선택한 것은 처음에는 용기있는 선택이자 신선한 선택으로 큰 호평을 받았으나, 본 선거전에서는 공화당의 로널드 레이건 대통령의 벽을 넘지 못했다. 결국 선거 결과 먼데일은 워싱턴 D. C.와 자신의 고향인 미네소타주에서만 간신히 승리하여 선거인단 13명을 확보하는 데 그쳐, 525명의 선거인단을 확보한 레이건에게 압도적인 차이로 패했다. 먼데일의 전국 득표율은 40.6%였으며, 선거인단으로는 미국 대통령선거 역사상 상대 후보에게 가장 큰 차이로 패하는 불명예를 얻었다.
그 후 정계에서 물러나 변호사로 활동하며 브리태니커, 노스웨스트 항공 등 여러 회사의 고문 역할을 맡았고, 미네소타 대학교에서 교수로 재직하기도 했다. 1993년 빌 클린턴 대통령은 그를 일본 주재 대사로 임명하여, 1996년까지 주일 대사로 재직했다. 1998년에는 빌 클린턴 대통령의 인도네시아 특사로 파견되었다.
2002년 먼데일은 정계에 복귀할 기회를 얻게 되었다. 2002년 10월 연방 상원의원 선거에서 민주당 후보인 폴 웰스톤 상원의원이 비행기 사고로 선거를 10일 남기고 갑자기 사망하였고, 상원의 다수당 유지가 절실했던 민주당에서는 웰스톤의 대체 후보로 왕년의 유명 정치인이던 먼데일을 지명하였다. 그러나 먼데일에게 주어진 기간은 너무 짧았고, 공화당 후보 놈 콜먼에게 패했다. 이로써 민주당은 의석 2개를 잃고 상원 다수당 지위를 공화당에 넘겨주었다.
2021년 4월 19일 사망했다.

## 가족
월터 먼데일은 노르웨이 이민의 후손이며, 그의 가문의 성은 본래 노르웨이의 지명에서 유래한 문달(Mundal)이었으나, 미국에서 영어식인 먼데일로 바꾸었다. 노르웨이계인데도 그의 부친은 미네소타 주의 농촌에서 감리교 목사로 일했다. 또 월터 먼데일의 형은 유니테리언의 유명한 신학자였다. 월터 먼데일은 후에 장로교로 개종했다. 그는 조앤 애덤스와 결혼했고, 그의 딸인 엘리너는 유명한 텔레비전 리포터이다. 2007년 노르웨이 정부는 노르웨이계인 그를 미니애폴리스 주재 노르웨이 명예 총영사로 임명했다.

## 역대 선거 결과
| 선거명      | 직책명                    | 대수  | 정당   | 득표율 | 득표수 (선거인단)    | 결과 | 당락                     |
| ----------- | ------------------------- | ----- | ------ | ------ | -------------------- | ---- | ------------------------ |
| 1960년 선거 | 미네소타 법무장관         | 23대  | 민주당 | 58.25% | 871,495표            | 1위  | 미네소타주 법무장관 당선 |
| 1962년 선거 | 미네소타 법무장관         | 23대  | 민주당 | 59.64% | 730,783표            | 1위  | 미네소타주 법무장관 당선 |
| 1966년 선거 | 상원의원 (미네소타 제2부) | 90대  | 민주당 | 53.94% | 685,840표            | 1위  | 미네소타주 상원의원 당선 |
| 1972년 선거 | 상원의원 (미네소타 제2부) | 93대  | 민주당 | 56.67% | 981,320표            | 1위  | 미네소타주 상원의원 당선 |
| 1976년 선거 | 미국의 부통령             | 42대  | 민주당 | 50.08% | 40,831,881표 (297명) | 1위  | 미국의 부통령 당선       |
| 1980년 선거 | 미국의 부통령             | 43대  | 민주당 | 41.01% | 35,480,115표 (49명)  | 2위  | 낙선                     |
| 1984년 선거 | 미국의 대통령             | 40대  | 민주당 | 40.56% | 37,577,185표 (13명)  | 2위  | 낙선                     |
| 2002년 선거 | 상원의원 (미네소타 제2부) | 108대 | 민주당 | 47.34% | 1,067,246표          | 2위  | 낙선                     |